# Colonia Loma Esmeralda
Colonia Loma Esmeralda är en ort i Mexiko.   Den ligger i kommunen Tepoztlán och delstaten Morelos, i den sydöstra delen av landet, 60 km söder om huvudstaden Mexico City. Colonia Loma Esmeralda ligger 1 429 meter över havet och antalet invånare är 929.
Terrängen runt Colonia Loma Esmeralda är huvudsakligen kuperad, men den allra närmaste omgivningen är platt. Runt Colonia Loma Esmeralda är det mycket tätbefolkat, med 3 134 invånare per kvadratkilometer. Närmaste större samhälle är Cuernavaca, 8,3 km väster om Colonia Loma Esmeralda. Omgivningarna runt Colonia Loma Esmeralda är en mosaik av jordbruksmark och naturlig växtlighet.